# Tchorvila
Tchorvila (en géorgien : ჭორვილა) est un village de la municipalité de Satchkhere, situé dans la région d’Iméréthie en Géorgie.